# Mariano Rajoy
Mariano Rajoy Brey, född 27 mars 1955 i Santiago de Compostela, är en spansk politiker som var Spaniens regeringschef från 21 december 2011 till 2 juni 2018. Mariano Rajoy blev premiärminister efter att ha vunnit det spanska parlamentsvalet som hölls den 20 november 2011. Han tillhör partiet Partido Popular, vilket han var partiledare för från 2004 fram till juni 2018.
Rajoy valdes in i Deputeradekongressen 1984 och innehade en rad ministerposter under José María Aznars regering 1996-2003; minister för offentlig administration 1996-1999, utbildnings- och kulturminister 1999-2000, minister i regeringschefens kansli 2000-2001 och 2002-2003 och inrikesminister 2001-2002 samt förste biträdande regeringschef 2000-2003. Han har varit oppositionsledare från 2004 och Partido Populars premiärministerkandidat i parlamentsvalen 2004, 2008 och 2011. I valet 2011 vann hans Partido Popular en jordskredsseger.
Han tvingades avgå efter en misstroendeförklaring 1 juni 2018. Som en konsekvens av förlusten av regeringsmakten avgick han som partiledare tre dagar därefter, den 5 juni.

### Fotnoter
1. ↑  MADRID TT-AFP-REUTERS (20 november 2011). ”"Jordskredsseger för spanska PP"”. Svenska Dagbladet. http://www.svd.se/nyheter/utrikes/jordskredsseger-for-spanska-pp_6648106.svd. Läst 21 november 2011.
2. ↑  ”Regerande PSOE vann spanska valet”. Dagens Nyheter. 9 mars 2008. Arkiverad från originalet den 10 september 2013. https://archive.is/20130910235754/http://www.dn.se/nyheter/varlden/regerande-psoe-vann-spanska-valet/.